# Liste der Auslandsvertretungen von São Tomé und Príncipe

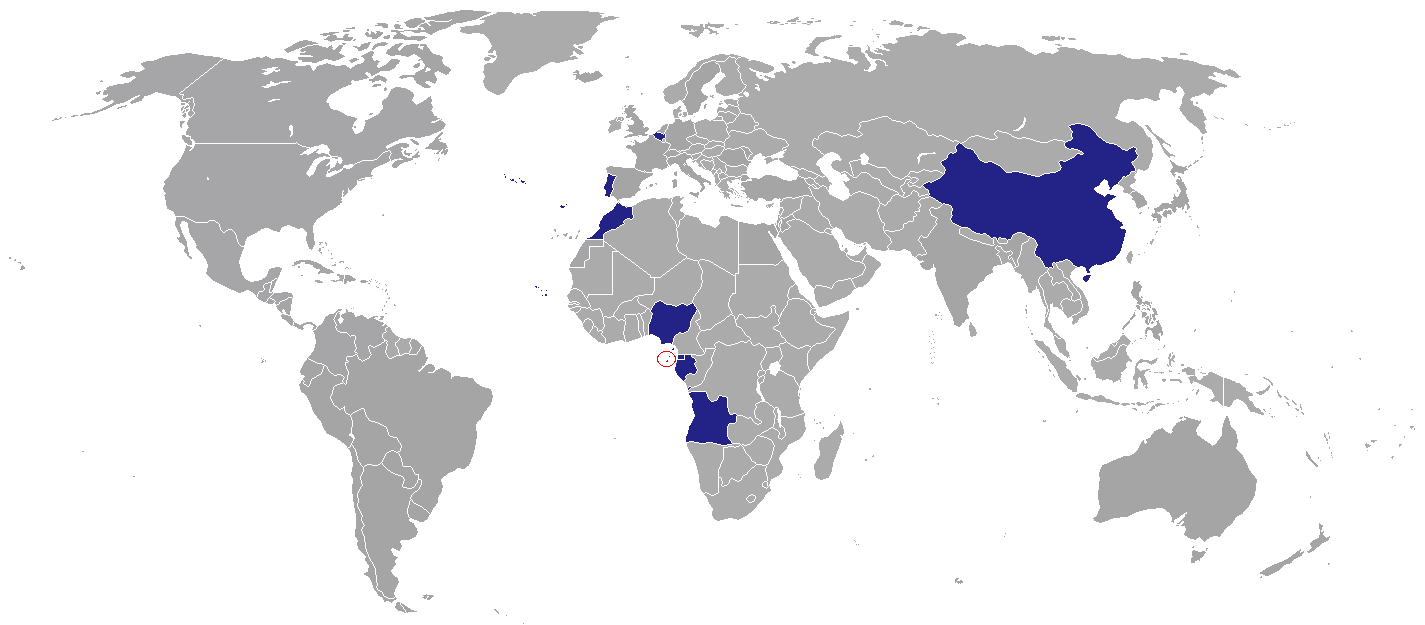
Standorte der diplomatischen Vertretungen von São Tomé und Príncipe (2008, vor den späteren Erweiterungen der Beziehungen)

Dies ist eine Liste der diplomatischen und konsularischen Vertretungen von São Tomé und Príncipe.

## Diplomatische und konsularische Vertretungen

### Afrika
- Äquatorialguinea: Malabo, Botschaft
- Angola: Luanda, Botschaft; Honorarkonsulate: Huambo, Lubango (Huíla), Sumbe und Benguela
- Gabun: Libreville, Botschaft
- Kongo, Demokratische Republik: Kinshasa, Honorarkonsulat
- Mosambik: Maputo, Honorarkonsulat
- Nigeria: Abuja, Botschaft und Honorarkonsulat

### Europa
- Belgien: Brüssel, Botschaft
- Deutschland: Bremen und Potsdam[4], Honorarkonsulate
- Frankreich: Marseille und Paris, Honorarkonsulate
- Italien: Mailand, Honorarkonsulat
- Niederlande: Amsterdam, Honorarkonsulat
- Österreich: Wien, Honorarkonsulat
- Portugal: Lissabon, Botschaft; Honorarkonsulate: Porto und Coimbra
- Ungarn: Budapest, Honorarkonsulat
- Türkei: Istanbul, Honorarkonsulat

### Amerika
- Vereinigte Staaten: New York City, Botschaft

### Asien
- Indien: Neu-Delhi, Honorarkonsulat
- Libanon: Beirut, Honorarkonsulat
- Taiwan: Kaohsiung, Honorarkonsulat
- Türkei: Istanbul, Honorarkonsulat

## Vertretungen bei internationalen Organisationen
- Vereinte Nationen: New York, Ständige Mission
- Europäische Union: Brüssel, Mission
- CPLP: Gemeinschaft der Portugiesischsprachigen Länder: Lissabon, Mission